# Den beskidte krig
Den beskidte krig (spansk: Guerra Sucia) var det navn, den argentinske militærregering brugte om en periode med statsterrorisme i Argentina fra cirka 1974 til 1983 (nogle kilder hævder, at krigen begyndte allerede i 1969). Under den beskidte krig blev der oprettet dødspatruljer under hæren og sikkerhedsstyrkerne i form af Alianza Anticomunista Argentina (AAA), som opsnusede venstreorienterede guerillakrigere, politiske dissidenter og andre, som de mente havde socialistiske forbindelser, og dræbte dem. Omkring 30.000 mennesker menes at være forsvundet i den periode; det officielle tal, som blev opgivet af en undersøgelseskommission under præsident Néstor Kirchner, var 13.000 forsvundne.
| Historie | Spire Denne historieartikel er en spire som bør udbygges. Du er velkommen til at hjælpe Wikipedia ved at udvide den. |